# Enrico Giaretta
Enrico Giaretta (Latina, 24 agosto 1970) è un cantautore italiano.

## Biografia
Nel 1991 si diploma in pianoforte al conservatorio Santa Cecilia di Roma. Inizia l'attività concertistica insieme al violinista Olen Cesari e successivamente diviene il pianista del cantautore romano Franco Califano, con cui collabora per otto anni, componendo e firmando le musiche di alcuni suoi brani tra i quali Stando alle regole, Gli amici restano e L'estate mai. Negli stessi anni collabora da musicista anche con altri artisti tra i quali Lucio Dalla, Pino Daniele e Renato Zero. Il passaggio da pianista a interprete delle sue canzoni matura gradualmente tra una collaborazione artistica e l'altra quando lo stesso Giaretta, con il violinista Olen Cesari, decide di inserire qualche inedito nel repertorio classico e jazz proposto fino a quel momento. Uno di questi brani, Tutta la vita in un momento viene ascoltato da un cantante canadese, Matt Dusk, riproponendolo con il titolo in inglese Back in town che diviene il titolo del secondo album del cantante.
Quest'ultimo brano fa acquisire notorietà a Giaretta, e la Warner Music pubblica il suo primo album "Sulle Ali della Musica" prodotto da Olen Cesari  al quale collaborano Tony Levin al basso, Daniele Di Bonaventura al bandoneon, Olen Cesari al violino, Alessandro Canini alla batteria, Fabrizio Bosso e Andrea Tofanelli alla tromba e Shama Milan alle chitarre e contrabbasso. Il produttore Pharrell Williams ha registrato inoltre la ritmica del brano Migrazioni.
Nel video del singolo che dà il titolo all'album, sceneggiato da Silvio Muccino, Giaretta appare con l'astronauta Maurizio Cheli ai comandi dell'Eurofighter, il caccia di ultima generazione costruito grazie alla collaborazione di Alenia Aermacchi.
Inoltre Alena Aermacchi, partner della Boeing nella costruzione del 787 Dreamliner, ha scelto Enrico come cantante–testimonial per la presentazione di questo aereo passeggeri. Giaretta infatti, lui stesso pilota d'aereo, è stato soprannominato "il pilota cantautore".
Enrico è stato protagonista di Sanremoff, la manifestazione collaterale al Festival organizzata dal comune di Sanremo.
Dopo la partecipazione da guest a Nomadincontro, raduno annuale dei tanti fan club dei Nomadi a Novellara, Giaretta ha partecipato alla "Giornata azzurra", l'evento organizzato ogni anno dall'Aeronautica Militare a Pratica di Mare. Dopo un concerto con esibizione aerea all'aeroporto di Lugano, l'album “Sulle ali della musica” è stato pubblicato anche in Svizzera.
Subito dopo viene chiamato dall'Aeronautica Militare Italiana per la composizione della colonna sonora del video "Le Frecce Tricolori", girato in occasione del cinquantesimo anniversario dalla formazione della pattuglia acrobatica.
Sempre nello stesso anno l’editore Dario Pizzardi lo sceglie come interprete e direttore del progetto per la realizzazione dell’inno degli “ Amici Cucciolotti“, collezione di album e figurine dedicate agli animali sponsorizzata dall’ENPA.
Enrico appare anche nel videoclip girato da Enzo D’Alò, e negli spot televisivi di "Amici Cucciolotti” 2014.
Nell’album “ Amici Cucciolotti“ 2015 gli vengono dedicate due pagine.
Enrico Giaretta è stato uno dei personaggi scelti da Giorgio Dell’Arti e Massimo Parrini per il volume 2009 del libro Catalogo dei viventi: 7247 italiani notevoli.
Viene confermato anche per l’edizione del 2015 nel “ Nuovo Catalogo dei Viventi notevoli”.
Nel Marzo 2015 esce il suo secondo album dal titolo BLU, prodotto da Rita Allevato.
Lo stesso anno, realizza un disco con dodici brani e la partecipazione di molti musicisti e cori e la Bulgarian Symphony Orchestra per la collezione Amici Cucciolotti, con la partecipazione di Paolo Conte.
Contemporaneamente firma con Maurizio D’Aniello per The Spectrum la colonna sonora del film DIVA!.
Sempre nel 2018 in uscita per Universal Music esce “Alphabet”, singolo che anticipa l'album omonimo, primo di una serie di tre, proposto live con Jack Savoretti.
Tra il 2021 e 2022 accompagna al pianoforte Piero Angela nello spettacolo teatrale I segreti del Mare.
Da qualche anno, si occupa anche di Sonic Brand Identity, e ad oggi ha già firmato l'identità sonora di alcuni tra i più importanti brand presenti sul mercato italiano e internazionale. Ultimo in ordine di tempo, il tema musicale che accompagna la Nazionale di calcio dell'Italia ed il  sound logo del nuovo scudetto FIGC. 

## Discografia

### Album
- 2004 La Fabbrica delle Nuvole (Olen Art) Singolo
- 2008: Sulle ali della musica (Warner Music)
- 2014: Blu
- 2016 Scalatori Di Orizzonti (Pizzardi Editore-Rea-Universal))
- 2018 Alphabet (Universal-Rea) Singolo
- 2019 La Natura è una promessa (Pizzardi Editore-Rea-Universal)
- 2019 Alphabet A-E (Universal-Rea)

## Partecipazioni radio televisive
- 2008: Canale 5 - Buona Domenica
- 2008: Rai1 - TG1 Intervistato da Vincenzo Mollica
- 2008: Italia 1 - Studio Aperto
- 2008: Sky - Stella
- 2008: Rai2 - Scalo 76
- 2008: TeleTicino